# Сеньків Іван Йосафатович
Іван Йосафатович Сеньків (нар. 3 травня 1959, с. Росохач, нині Україна) — український релігійний діяч, отець-митрат (1992).

## Життєпис
Іван Сеньків народився 3 травня 1959 року у селі Росохачі, нині Чортківської громади Чортківського району Тернопільської области України.
Закінчив Калуське професійно-технічне училище (1977, Івано-Франківська область), Івано-Франківський духовний катехитичний інститут (1995). У 1977 році в будинку сестер-монахинь у м. Бучачі склав вступний іспит із богослов’я о. П. Василику. Навчався у підпільній греко-католицькій семінарії (м. Бучач, с. Надорожна Тлумацького району Івано-Франківської области). У 1982 році прийняв целібат, у с. Білобожниця Чортківського району рукопокладений у сан священника.
Обслуговав церковні громади понад 30 сіл у Борщівському, Бучацькому, Гусятинському, Заліщицькому, Монастириському, Теребовлянському, Чортківському районах, смт Гусятині і близько 10 — в Івано-Франківській области.
У 1988 році співавтор заяви щодо леґалізації УГКЦ, яку надіслали Михайлу Горбачову (м. Москва, нині Росія) та Папі Римському Івану-Павлові ІІ (м. Рим, Італія); співініціатор і співорганізатор урочистої відправи на честь 1000-ліття хрещення Русі в с. Зарваниці Теребовлянського району. Зазнав утисків органів КДБ. Від кінця 1989 — парох у селах Мухавці Чортківського, Мушкатівці та Вовківцях Борщівського районів, м. Борщеві і декан Борщівського деканату УГКЦ. Ректор Чортківської дяківсько-катехитичної академії імені блаженного Григорія Хомишина (2005—2008).
Від 2008 — синкел у справах духовенства Єпархіального управління Бучацької єпархії УГКЦ.